# Kapince
Kapince é um município da Eslováquia, situado no distrito de Nitra, na região de Nitra. Tem 5,84 km² de área e sua população em 2018 foi estimada em 192 habitantes.

## Demografia
| Ano:        | 1994 | 2004 | 2014   | 2024   |
| ----------- | ---- | ---- | ------ | ------ |
| Broj ljudi: | 193  | 193  | 187    | 172    |
| Razlika:    |      | +0%  | -3,10% | -8,02% |

| Ano:               | 2023 | 2024   |
| ------------------ | ---- | ------ |
| Número de pessoas: | 178  | 172    |
| Diferença:         |      | -3,37% |